# Ida de Schaumburg-Lippe
Prințesa Ida Matilda Adelaide de Schaumburg-Lippe (28 iulie 1852 – 28 septembrie 1891) a fost soția lui Heinrich al XXII-lea, Prinț Reuss de Greiz. A fost mama Herminei Reuss de Greiz, a doua soție a lui Wilhelm al II-lea, ultimul împărat german.

## Biografie
A fost fiica lui Adolf I, Prinț de Schaumburg-Lippe și a soției acestuia, Prințesa Hermine de Waldeck și Pyrmont. Printre frații ei se includ: Georg, Prinț de Schaumburg-Lippe și Prințul Adolf de Schaumburg-Lippe, soțul Prințesei Viktoria a Prusiei.
Ida și frații ei au fost crescuți foarte simplu; s-a spus că "știa mai multe despre bucătărie decât multe femei de rang mai mic"  Ida a fost, de asemenea, bine educată, și era în măsură să susțină discuții despre filosofie și știință cu oameni învățați din principatul său.

## Căsătorie și copii
La 8 octombrie 1872, Ida s-a căsătorit cu Heinrich al XXII-lea, Prinț Reuss de Greiz, Prințul suveran de Reuss. Ei au avut următorii copii:
- Heinrich al XXIV-lea, Prinț Reuss de Greiz (1878–1927)
- Prințesa Emma (1881–1961) căsătorită în 1903 cu graful Erich von Ehrenburg (1880–1930)
- Prințesa Marie (1882–1942) căsătorită în 1904 cu Freiherr Ferdinand von Gnagnoni (1878–1955)
- Prințesa Caroline (1884–1905) căsătorită în 1903 cu Wilhelm Ernst, Mare Duce de Saxa-Weimar-Eisenach (1876–1923)
- Prințesa Hermine (1887–1947) căsătorită prima dată în 1907 cu Prințul Johann Georg de Schoenaich-Carolath (1873–1920); a doua oară în 1922 cu fostul kaiser Wilhelm al II-lea (1859–1941)
- Prințesa Ida (1891–1977) căsătorită în 1911 cu Christoph Martin III. zu Stolberg-Roßla (1888–1949)

### Deces
Ida a murit la 28 septembrie 1891, la vârsta de 39 de ani, la Schleiz.